# 金龍寺 (高槻市)
金龍寺（こんりゅうじ）は、大阪府高槻市にあった天台宗の寺院。山号は邂逅山（たまさかやま）。院号は華雲院。本尊は普賢菩薩。廃寺となり、現在は金龍寺跡となっている。

## 歴史
この寺は、延暦9年（790年）に安部是雄により建てられた安満寺に始まるとされ、盛時には19の坊舎があり、天皇の行幸があるなど巨刹であった。その後衰退したが、康保9年（964年）に園城寺で修行した千観が「日想観」のある土地を求めて当地に到来し、「金色の雲が湧く山がある」として、安満寺を再興した。ある時、境内の池に竜女が現れて法水を甘んじ成仏したのを見て、金龍寺と改称した。それ以来、雨乞いの霊験があり、安和2年（969年）に旱魃が続いた時に、冷泉天皇の勅命で千観が祈雨したところたちまち雨が降ったという。
戦国時代の天正年間（1573年 - 1592年）に高山右近の兵火にあって焼失したが、慶長7年（1602年）に豊臣秀頼によって再興された。その頃には寺領30石クラスの寺として門前村が形成され、巡拝や遊山でも浄財を集め大いに栄えたという。古くから桜の名所であった。
その後、金龍寺は明治時代の廃仏毀釈により荒廃し、1938年（昭和13年）に笹部新太郎が桜の調査に訪れた時も、電気も水道もない荒れた境内に老僧が一人いるだけの状態であったという。その後、寺籍は岐阜県に移され金龍寺は廃寺となった。
廃寺後も、本堂はそのまま当地に残されていたのであるが、1983年（昭和58年）にハイカーの火の不始末により焼失してしまった。
能因法師の「山寺の春の夕暮れ来て見れば入相の鐘に花ぞ散りける」（新古今和歌集）はこの寺を詠んだ歌である。この寺の桜は能因桜と呼ばれ、桜の名所として『摂津名所図会』にも書かれており、西行や松尾芭蕉もこの寺を訪れ句や文を残している。

## その他
- 身がな二つ吉野も盛金龍寺 - 井原西鶴
- けふまては名にのみきゝし山寺の花に昔の春も見るかな - 岡部宣勝
- うき世には有りえんこともたまさかのいけらんとだに思ひやはする - 和泉式部
- 春風に今は氷も玉坂の池のおもてはきざ波ぞうつ - 家隆

## 交通アクセス
- JR高槻駅南口、または阪急高槻市駅より高槻市営バス「上成合」「川久保」行き、「磐手橋」バス停下車。そこから徒歩約30分。

## 周辺情報
- 太閤道 - 豊臣秀吉が明智光秀と戦った山崎の戦いに臨む際に、高松城からの中国大返しで山越えに使った道であることからこの呼び名が付いた。金龍寺跡は太閤道の途中にあり、ハイカーの休憩所として利用されている。
- 岩滝寺
- 西王寺
- 法満寺
- 阿弥陀寺
- 成合春日神社
- 神峯山寺